# Lusambo
Lusambo ist die Hauptstadt der Provinz Sankuru im Zentrum der Demokratischen Republik Kongo. Sie liegt am rechten (nördlichen) Ufer des Flusses Sankuru und hat 33.277 Einwohner (2012).

## Geschichte
1890, zur Zeit des Kongo-Freistaates, wurde Lusambo aufgrund seiner Lage am oberen Ende des schiffbaren Bereichs des Flusses Sankuru von den belgischen Kolonialherren als Militärposten ausgewählt. Die bisherigen Militärposten lagen deutlich weiter westlich und waren nicht geeignet, die Bedrohung durch arabische Sklavenhändler, die von der afrikanischen Ostküste bis zu den großen Seen kamen und drohten, in das Kongobecken einzudringen, abzuwehren. Außerdem fungierte Lusambo als Station für Expeditionen nach Katanga.
Mit der 2015 umgesetzten Neuaufteilung der Provinzen der Demokratischen Republik Kongo wurde Lusambo die Hauptstadt der neuen Provinz Sankuru.
Die Infrastruktur leidet seit Jahrzehnten, so ist das ehemalige Krankenhaus in desolatem Zustand, die Straßen und Wege in der Stadt sind teilweise nicht passierbar und aufgrund unzureichender Trinkwasserversorgung wird Lusambo immer wieder von Krankheiten wie Cholera bedroht.

## Verkehr
Lusambo ist über die etwa 130 km lange, sich in sehr schlechtem Zustand befindliche, Nationalstraße 42 mit der Nationalstraße 1, der Hauptachse des Landes, verbunden. Der Flugplatz Lusambo liegt etwa 7 Kilometer westlich der Stadt.

## Persönlichkeiten
- Clémentine Shakembo Kamanga (* 1950), kongolesische Diplomatin
- Félicienne Lusamba Villoz-Muamba (1956–2019), schweizerische Politikerin
- Peter Li (* 1957), belgischer Comiczeichner